# Syrrhopodon erubescens
Syrrhopodon erubescens là một loài rêu trong họ Calymperaceae. Loài này được E.B. Bartram mô tả khoa học đầu tiên năm 1951.